# 鶴見製作所
株式会社鶴見製作所（つるみせいさくしょ 英: TSURUMI MANUFACTURING CO.,LTD.）は、大阪府大阪市鶴見区に本社を置く水中ポンプや環境装置を製造販売するメーカーである。東証プライム上場企業。ブランドステートメント（コーポレートスローガン）は「水と人とのやさしいふれあい」。

## 沿革
- 1924年 鶴見商会機械部としてポンプ製造開始。
- 1951年 現社名に改称。
- 1976年 香港にH&E TSURUMI PUMP CO., LTD.を設立。（現 TSURUMI PUMP HONG KONG CO., LTD. 連結子会社）。
- 1978年 シンガポールにTSURUMI（SINGAPORE）PTE. LTD.を設立（現 連結子会社）。
- 1979年 アメリカにTSURUMI（AMERICA）, INC.を設立（現 連結子会社）。
- 1981年 大阪証券取引所2部に上場。
- 1982年 京都府八幡市に京都工場を新設。
- 1983年 株式会社ツルミファイナンスを設立（現 株式会社ツルミテクノロジーサービス 連結子会社）。
- 1988年 東京証券取引所2部に上場。
- 1990年 東京・大阪両証券取引所1部に指定。
- 1994年 旧京都工場収用にともない、新京都工場が完成。
- 1997年 本店社屋老朽化にともない、現大阪本店社屋が完成。
- 2001年 台湾にTSURUMI PUMP TAIWAN CO., LTDを設立（現 連結子会社）。
- 2002年 マレーシアにTSURUMI PUMP（M）SDN. BHD.を(現 関連会社)、中国にSHANGHAI TSURUMI PUMP CO., LTD.を設立（現 連結子会社）。
- 2004年 創業80周年を迎える。中国にTSURUMI（SHANGHAI）CO., LTD.を設立（現 非連結子会社）。
- 2005年 中国にTSURUMI VACUUM ENGINEERING（SHANGHAI）CO., LTD.を設立（現 連結子会社）。
- 2006年 韓国にTSURUMI PUMP KOREA CO., LTD.を設立（現 非連結子会社）。
- 2007年 タイにTSURUMI PUMP（THAILAND） CO., LTD.を設立（現 非連結子会社）。
- 2013年 インドネシアにPT. TSURUMI POMPA INDONESIAを設立（現 関連会社）。
- 2014年 アラブ首長国連邦にTSURUMI PUMP MIDDLE EAST FZEを設立（現 非連結子会社）。
- 2017年 ベトナムにTSURUMI PUMP VIET NAM CO.,LTD.を設立（現 非連結子会社）。
- 2018年 ベトナムに新工場建設。
- 2019年 オーストラリアにTSURUMI AUSTRALIA PTY LTDを設立（現 非連結子会社）。
- 2020年 南アフリカにTSURUMI PUMPS AFRICA （PTY） LTDを設立（現 非連結子会社）。

## 主要製品
水中ポンプ
- 汚物用
- 雑排水用
- 汚水用
- 海水用
- 耐食用
- 一般工事排水用
- サンド用

陸上ポンプ
- 一般揚水用
- 海水用
- 吸排泥用
- 残水吸排水用

液封式ポンプ
- 復水器抽気用
- 真空吸引用

水処理機械
- 前処理用
- 移送用
- 曝気・撹拌用

集水関連機器
高圧洗浄機
自動タイヤ洗浄機

## 主要拠点
- 大阪本店
- 東京本社

- 京都工場
- 米子工場
- ツルミ東日本ロジスティック
- 台湾工場
- 上海工場
- ベトナム工場

## オフィシャルスポンサー
公益社団法人日本カヌー連盟
- 2018年7月1日より、公益社団法人日本カヌー連盟とのオフィシャルスポンサー契約を締結した。